# Metadesmolaimus pandus
Metadesmolaimus pandus är en rundmaskart som beskrevs av Lorenzen 1972. Metadesmolaimus pandus ingår i släktet Metadesmolaimus och familjen Monhysteridae. Inga underarter finns listade i Catalogue of Life.